# Chan Chan (dal)
A Chan Chan a Buena Vista Social Club egyik legismertebb dala. Szerzője a gitáros-énekes Compay Segundo. A dal 1984-ben született, 1985-ben rögzítették lemezre, és a kubai együttes egyik legnépszerűbb darabjává vált.
Havannában volt egy Buena Vista Social Club nevű társasklub. Az idősebb havannaiak még jól emlékeztek rá. Aztán amerikai zenész, Ry Cooder egy régi lemezen rábukkant az együttesre, és újra összehozta a klubot, majd Wim Wenders dokumentumfilmje 1999-ben világhírűvé tette azt.
A Chan Chant Compay Segundo és a Buena Vista Social Club adta elő, és gyakran Omara Portuondo is beszállt énekelni.

Sok későbbi felvétele van, például a Kora Jazz Triotól és a Playing for Change-től is.